# チャージ (ファンファーレ)
チャージ（英: Charge）とはスポーツイベント等で使用されるファンファーレの一種である。

## 概要
6音から構成されたトランペット向けのファンファーレであり、1946年にアメリカ合衆国・南カリフォルニア大学の大学生であり、後にイベントプロデューサーとなるトミー・ウォーカーが母校のアメリカンフットボール部の為に作曲した物である。
ファンファーレの後に"Charge!（突撃!）"と叫ぶのが正式とされる。
1959年、前年にブルックリンから移転したロサンゼルス・ドジャーズは、1ドル50セント (2021年で14ドル程度)で、チャージの音程を再生できるおもちゃのトランペットを20000個発売。ファンファーレ1959年のワールドシリーズの第3戦、第4戦と第5戦のNBCの放送で聞かれ、カーズの映画内でも聞かれた。
元サンディエゴ・チャージャーズ音楽監督のボビー・ケントは、チャージのファンファーレを、1987年、チャージャーズで働いている際に作成したと主張している。彼はMLB、NFL、NBA、NHL、NCAAとNASCARと契約を結んでいるASCAPを起訴したが、敗訴した。なお、ロサンゼルス・レイカーズは、彼に3000ドルを支払うことで和解した。彼の主張は、チャージャーズの最初のゼネラルマネジャーだったフランク・リーヒが、当時すでに存在したファンファーレから「チャージャーズ」という名前を選んだことから、反証されている。

## 補足
日本においてはドラえもんがひみつ道具を取り出すときの音として覚えられている場合が多いが、これは間違いである。